# Bulnes Point
Bulnes Point är en udde i Antarktis. Den ligger på Trinity Island i Sydshetlandsöarna. Argentina, Chile och Storbritannien gör anspråk på området.
Terrängen inåt land är kuperad. Havet är nära Bulnes Point åt nordväst. Trakten är obefolkad. Det finns inga samhällen i närheten.